# Narin, Pivka
Narin este o localitate din comuna Pivka, Slovenia, cu o populație de 220 de locuitori.